# Cajón de rumba

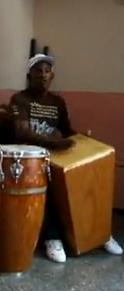
Cajón de rumba

Los cajones de rumba son instrumentos de percusión rítmica. Consisten en cajas de madera, en las modalidades de cajón tumbadora, cajón bajo y cajita que se tocan con las manos en la ejecución de la música de rumba de Cuba.
Estas cajas, que hace muchos años llegaban a Cuba llenas de bacalao o pescado de importación, una vez vacías, se adaptaban para tocarse. Las cajas grandes servían de tumbadora y las pequeñas de quinto. Las claves, se formaban con dos cucharas tomadas al revés.